# Algarrobo (Kolumbia)
Algarrobo – miasto w Kolumbii, w departamencie Magdalena.